# کانوی (فلوریدا)
کانوی (به انگلیسی: Conway) یک حوزه سرشماری در ایالات متحده آمریکا است که در شهرستان اورنج، فلوریدا واقع شده‌است. کانوی ۹٫۳ کیلومتر مربع مساحت و ۱۳٬۴۶۷ نفر جمعیت دارد و ۳۳ متر بالاتر از سطح دریا واقع شده‌است.